# Jesenný
Jesenný är en ort i Tjeckien. Den ligger i den norra delen av landet, 90 km nordost om huvudstaden Prag. Jesenný ligger 429 meter över havet och antalet invånare är 515.
Terrängen runt Jesenný är lite kuperad. Runt Jesenný är det ganska tätbefolkat, med 65 invånare per kvadratkilometer. Närmaste större samhälle är Jablonec nad Nisou, 13,7 km nordväst om Jesenný. I omgivningarna runt Jesenný växer i huvudsak blandskog.